# Patrick Edema
Patrick Lachi Edema (* 27. August 1992 in Nsambya) ist ein momentan vereinsloser ugandischer Fußballspieler.

## Karriere

### Verein
Der Mittelstürmer war bis 2013 in Afrika aktiv und spielte für diverse Vereine in Uganda sowie den äthiopischen Rekordmeister Saint-George SA. In dieser Zeit gewann er mit den verschiedenen Mannschaften zwei nationale Titel. Anschließend wechselte er weiter nach Portugal und stand bis 2021 bei mehreren Zweit- oder Drittligisten, z. B. SC Beira-Mar oder AD Limianos unter Vertrag. Nach zwei Jahren Vereinslosigkeit schloss sich Edema dann am 1. Juli 2023 dem luxemburgischen Zweitligisten Jeunesse Canach an. Ohne ein Pflichtspiel bestritten zu haben, verließ Edema den Klub nach einer Saison wieder und ist seitdem vereinslos.

### Nationalmannschaft
Von 2010 bis 2013 absolvierte Edema insgesamt sieben Partien für die ugandische A-Nationalmannschaft und erzielte dabei einen Treffer. Dieser fiel sofort bei seinem Debüt am 7. November 2010 im Testspiel gegen den Jemen (2:2), als er in der 90. Minute den Ausgleich erzielte.

## Erfolge
- Äthiopischer Meister: 2012
- Ugandischer Pokalsieger: 2013